# Merced (Kalifornien)
Merced (Spanisch für Gnade) ist eine Stadt im Merced County im US-Bundesstaat Kalifornien mit 86.333 Einwohnern (Stand: 2020). Das Stadtgebiet hat eine Größe von 51,4 km². 
Das erste Postamt wurde 1870 eröffnet. Die 1889 gegründete Stadt ist im 21. Jahrhundert stark gewachsen, da hohe Grundstückspreise in den Küstenregionen das Wohnen im Landesinneren attraktiver gemacht haben. Die Stadt hat eine gute Verkehrsanbindung: Sowohl zum Yosemite National Park im Osten als auch zum Pazifik bei Monterey im Westen sind es weniger als zwei Stunden Fahrtzeit. Es gibt einen Bahnanschluss für die Züge von Amtrak und einen Flugplatz, den Merced Municipal Airport.
Im September 2005 nahm die University of California, Merced ihren Vorlesungsbetrieb auf. Die Stadt verfügt über Freizeiteinrichtungen wie den Applegate Park und Zoo, die Bear and Black Rascal Creeks und ihre Radwanderwege, einen Schlittschuhpark in Applegate, zwei Kinos, das historische The Mainzer Theater und das 1931 erbaute Merced Theatre sowie das County Courthouse Museum und das Merced Multicultural Arts Center. Merced hat mehrere Einkaufsviertel wie die Merced Mall und eine Einkaufsmeile im nordwestlichen Teil der Stadt. Auch das Castle Air Museum, der See Yosemite und Merced Falls sind zu Fuß von der Innenstadt zu erreichen.
Die Merced Sun-Star ist eine in Merced herausgegebene Zeitung.

## Söhne und Töchter der Stadt
- Janet Leigh (1927–2004), Schauspielerin
- Barbara Winston Blackmun (1928–2018), Kunsthistorikerin
- Philip Durbrow (1940–2022), Ruderer
- Jackie Kong (* 1954), Drehbuchautorin, Filmproduzentin und Filmregisseurin
- Dennis Cardoza (* 1959), Politiker
- Cary Stayner (* 1961), Serienmörder
- Tom Cable (* 1964), American-Football-Spieler und -Trainer
- Steven Stayner (1965–1989), Opfer von Kindesentführung
- Bruce Bowen (* 1971), Basketballspieler
- Ray Allen (* 1975), Basketballspieler
- Adam Gray (* 1977), Politiker
- Margaret Dingeldein (* 1980), Wasserballspielerin
- Avery Bradley (* 1990), Basketballspieler